# Campeonato Mundial de Remo de 2010
El XL Campeonato Mundial de Remo se celebró en Cambridge (Nueva Zelanda) entre el 30 de octubre y el 7 de noviembre de 2010 bajo la organización de la Federación Internacional de Sociedades de Remo (FISA) y la Federación Neozelandesa de Remo.
Las competiciones se realizaron en las aguas del lago Karapiro, ubicado al sudeste de la localidad neozelandesa.

## Medallistas

### Masculino
| Evento                                 | Oro | Plata | Bronce |
| -------------------------------------- | --- | --- | --- |
| Scull individual M1X (06.11)           | Ondřej Synek · República Checa · 6:47,49 | Mahé Drysdale Nueva Zelanda 6:49,42 | Alan Campbell Reino Unido 6:49,83 |
| Doble scull M2X (07.11)                | Nathan Cohen Joseph Sullivan Nueva Zelanda 6:22,63 | Matthew Wells Marcus Bateman Reino Unido 6:24,21                                                                                                   | Cédric Berrest Julien Bahain Francia 6:28,54 |
| Cuatro scull M4X (05.11)               | David Šain · Martin Sinković · Damir Martin · Valent Sinković · Croacia · 6:15,78                                                                                                 | Luca Agamennoni · Simone Venier · Matteo Stefanini · Simone Raineri · Italia · 6:17,04                                                             | Karsten Forsterling David Crawshay James McRae Daniel Noonan Australia 6:18,93 |
| Dos sin timonel M2- (06.11)            | Eric Murray Hamish Bond Nueva Zelanda 6:30,16 | Peter Reed Andrew Triggs Hodge Reino Unido 6:30,48                                                                                                 | Yeoryos Tzialas · Ioannis Jristu · Grecia · 6:36,00 |
| Dos con timonel M2+ (06.11)            | Christopher Morgan Dominic Grimm David Webster (t) Australia 7:03,32 | Paolo Perino · Pierpaolo Frattini · Andrea Lenzi (t) · Italia · 7:04,38                                                                            | Maximilian Munski · Filip Adamski · Albert Kowert (t) · Alemania · 7:06,20 |
| Cuatro sin timonel M4- (05.11)         | Jean-Baptiste Macquet Germain Chardin Julien Desprès Dorian Mortelette Francia 6:45,38                                                                                            | Steryos Papajristos · Ioannis Tsilis · Nikólaos Guntulas · Apóstolos Guntulas · Grecia · 6:45,15                                                   | Jade Uru Simon Watson Hamish Burson David Eade Nueva Zelanda 6:48,38 |
| Ocho con timonel M8+ (07.11)           | Gregor Hauffe · Maximilian Reinelt · Kristof Wilke · Florian Mennigen · Richard Schmidt · Lukas Müller · Toni Seifert · Sebastian Schmidt · Martin Sauer (t) · Alemania · 5:33,84 | Tom Broadway James Clarke Cameron Nichol James Foad Mohamed Sbihi Gregory Searle Thomas Ransley Daniel Ritchie Phelan Hill (t) Reino Unido 5:34,46 | William Lockwood Matthew Ryan Francis Hegerty Cameron McKenzie-McHarg James Marburg Samuel Loch Nicholas Purnell Joshua Dunkley-Smith Tobias Lister (t) Australia 5:35,96           |
| Scull individual ligero LM1X (07.11)   | Marcello Miani · Italia · 7:05,82 | Lukáš Babač · Eslovaquia · 7:08,19 | Péter Galambos · Hungría · 7:09,86 |
| Doble scull ligero LM2X (05.11)        | Zachary Purchase Mark Hunter Reino Unido 7:13,47 | Lorenzo Bertini · Elia Luini · Italia · 7:15,88 | Storm Uru Peter Taylor Nueva Zelanda 7:18,31 |
| Cuatro scull ligero LM4X (06.11)       | Jonathan Koch · Lars Wichert · Linus Lichtschlag · Lars Hartig · Alemania · 6:11,44                                                                                               | Alexandre Pilat Pierre-Étienne Pollez Stany Delayre Frédéric Dufour Francia 6:14,02                                                                | Steffen Jensen Martin Batenburg Christian Nielsen Hans Christian Sørensen Dinamarca 6:14,94                                                                                         |
| Dos sin timonel ligero LM2- (05.11)    | Fabien Tilliet Jean-Christophe Bette Francia 7:18,92 | Graham Oberlin-Brown James Lassche Nueva Zelanda 7:21,29                                                                                           | Matt Jensen · Rares Crisan · Canadá · 7:23,79 |
| Cuatro sin timonel ligero LM4- (06.11) | Richard Chambers Paul Mattick Robert Williams Christopher Bartley Reino Unido 6:10,71                                                                                             | Anthony Edwards Samuel Beltz Blair Tunevitsch Todd Skipworth Australia 6:10,78                                                                     | Li Lei Yu Chenggang Huang Zhe Li Zhongwei China 6:10,79 |
| Ocho con timonel ligero LM8+ (07.11)   | Daniel Wisgott · Robby Gerhardt · Jan Lüke · Lars Wichert · Jochen Kühner · Bastian Seibt · Jost Schömann-Finck · Martin Kühner · Albert Kowert (t) · Alemania · 5:48,61          | Ross Brown Angus Tyers Blair Tunevitsch Alister Foot Nicholas Baker Darryn Purcell Thomas Bertrand Perry Ward David Webster (t) Australia 5:50,27  | Luigi Scala · Davide Riccardi · Luca De Maria · Armando Dell'Aquila · Matteo Pinca · Gennaro Gallo · Livio La Padula · Bruno Mascarenhas · Vincenzo Di Palma (t) · Italia · 5:52,24 |

### Femenino
| Evento                               | Oro | Plata | Bronce |
| ------------------------------------ | --- | --- | --- |
| Scull individual W1X (06.11)         | Frida Svensson · Suecia · 7:47,61 | Yekaterina Karsten · Bielorrusia · 7:47,79 | Emma Twigg Nueva Zelanda 7:49,64 |
| Doble scull W2X (07.11)              | Anna Watkins Katherine Grainger Reino Unido 7:04,70 | Kerry Hore Kimberley Crow Australia 7:10,08 | Magdalena Fularczyk · Julia Michalska · Polonia · 7:14,40 |
| Cuatro scull W4X (05.11)             | Deborah Flood Beth Rodford Frances Houghton Annabel Vernon Reino Unido 7:12,78                                                                              | Kateryna Tarasenko · Olena Buriak · Anastasiya Kozhenkova · Yana Dementieva · Ucrania · 7:14,95                                                                                         | Britta Oppelt · Carina Bär · Tina Manker · Julia Richter · Alemania · 7:15,26 |
| Dos sin timonel W2- (06.11)          | Juliette Haigh Rebecca Scown Nueva Zelanda 7:17,12 | Helen Glover Heather Stanning Reino Unido 7:20,24 | Zsuzsanna Francia Erin Cafaro Estados Unidos 7:22,46 |
| Cuatro sin timonel W4- (05.11)       | Chantal Achterberg · Nienke Kingma · Carline Bouw · Femke Dekker · Países Bajos · 7:21,09                                                                   | Sarah Heard Sarah Cook Pauline Frasca Kate Hornsey Australia 7:23,99 | Mara Allen Grace Luczak Adrienne Martelli Alison Cox Estados Unidos 7:24,56 |
| Ocho con timonel W8+ (07.11)         | Anna Goodale Amanda Polk Jamie Redman Taylor Ritzel Esther Lofgren Eleanor Logan Meghan Musnicki Katherine Glessner Mary Whipple (t) Estados Unidos 6:12,42 | Emma Darling · Cristy Nurse · Janine Hanson · Rachelle de Jong · Krista Guloien · Ashley Brzozowicz · Darcy Marquardt · Andréanne Morin · Lesley Thompson-Willie (t) · Canadá · 6:16,12 | Roxana Cogianu · Ionelia Zaharia · Maria Diana Bursuc · Ioana Crăciun · Adelina Cojocariu · Nicoleta Albu · Camelia Lupașcu · Enikő Mironcic · Talida-Teodora Gîdoiu (t) · Rumania · 6:18,96 |
| Scull individual ligero LW1X (07.11) | Marie-Louise Dräger · Alemania · 7:43,45 | Louise Ayling Nueva Zelanda 7:48,48 | Laura Milani · Italia · 7:49,04 |
| Doble scull ligero LW2X (05.11)      | Lindsay Jennerich · Tracy Cameron · Canadá · 8:06,20 | Daniela Reimer · Anja Noske · Alemania · 8:07,33 | Jristina Yazitzidu · Alexandra Tsiavu · Grecia · 8:09,14 |
| Cuatro scull ligero LW4X (06.11)     | Lena Müller · Daniela Reimer · Anja Noske · Marie-Louise Dräger · Alemania · 6:44,94                                                                        | Victoria Burke Kristin Hedstrom Ursula Grobler Abelyn Broughton Estados Unidos 6:47,99                                                                                                  | Yan Shimin Wang Xinnan Liu Jing Liu Tingting China 6:49,50 |

## Medallero
| Núm. | País            | Oro | Plata | Bronce | Total |
| ---- | --------------- | --- | ----- | ------ | ----- |
| 1    | Alemania        | 5   | 1     | 2      | 8     |
| 2    | Reino Unido     | 4   | 4     | 1      | 9     |
| 3    | Nueva Zelanda   | 3   | 3     | 3      | 9     |
| 4    | Francia         | 2   | 1     | 1      | 4     |
| 5    | Australia       | 1   | 4     | 2      | 7     |
| 6    | Italia          | 1   | 3     | 2      | 6     |
| 7    | Estados Unidos  | 1   | 1     | 2      | 4     |
| 8    | Canadá          | 1   | 1     | 1      | 3     |
| 9    | Croacia         | 1   | 0     | 0      | 1     |
| 9    | Países Bajos    | 1   | 0     | 0      | 1     |
| 9    | República Checa | 1   | 0     | 0      | 1     |
| 9    | Suecia          | 1   | 0     | 0      | 1     |
| 13   | Grecia          | 0   | 1     | 2      | 3     |
| 14   | Bielorrusia     | 0   | 1     | 0      | 1     |
| 14   | Eslovaquia      | 0   | 1     | 0      | 1     |
| 14   | Ucrania         | 0   | 1     | 0      | 1     |
| 17   | China           | 0   | 0     | 2      | 2     |
| 18   | Dinamarca       | 0   | 0     | 1      | 1     |
| 18   | Hungría         | 0   | 0     | 1      | 1     |
| 18   | Polonia         | 0   | 0     | 1      | 1     |
| 18   | Rumania         | 0   | 0     | 1      | 1     |
|      | TOTAL           | 22  | 22    | 22     | 66    |